# Білошапки
Білошапки́ — село в Україні, у Яблунівській сільській громаді Прилуцького району Чернігівської області. Населення становить 596 осіб.

## Географія
Село Білошапки розташоване на річці Перевід (притока Удаю), за 35 км від районного центру і за 18 км від залізнич. ст. Линовиця. Із другої сторони ставка на Переводі — зняте 2012 року з обліку село Козин.

## Історія
За легендою назва с. Білошапки походить з давніх часів. Розповідають, що під час чергового нападу ординців на село, люди виставили на палицях безліч білих шапок, налякавши тим самим нападників. Після цього й закріпилася за селом назва Білошапки. У першій половині 17 ст., коли село належало князям Вишневецьким, воно було настільки багатолюдним, що звалося містечком, у якому «сидів» особливий «державця» Вишневецького Сверщевський, управитель навколишніх сіл. На той час Білошапкам належали великі степи від р. Переводу дор. Оржиці, на берегах яких у 17 ст. стали виникати значні хутори.
Вперше згадується 1629, отже засновано на території Чернігівського воєводства Речі Посполитої. Належало польським магнатам Корецьким і Вишневецьким.
1695 гетьман І. Мазепа надав його прилуцькому полковнику Дмитрові Горленку. 1709 універсал на Білошапки одержав бунчуковий товариш Андрій Дмитрович Горленко; але 1713 гетьман І. Скоропадський відібрав у нього село і віддав Гамаліївському монастиреві, у володінні якого воно перебувало до 1794. В 1780 році село мало 24 двори (43 хати) селян, 7 дворів (18 хат) підсусідків, 15 дворів (31 хата) козаків (19 хат виборних і 12 хат підпомічників); крім того, у селі мешкали 2 родини різночинців та 4 родини духівництва. 1787 в селі налічувалось 468 душ чоловічої статі «різного звання казенних людей і власників» — бунчукового товариша Григорія Гудими і прапорщика Якова Бурковського. В 1795 році було споруджено нову дерев'яну Георгіївську церкву (перша церква збудована до 1699 р). У 1797 році в селі налічувалось 465 душ чоловічої статі податкового населення. У 19 ст. Білошапки входили до Яблунівської волості 2-го стану.
Найдавніше знаходження на мапах 1800 рік
Після 1781 року належало до Пирятинського повіту спочатку Чернигівського намісництва, а з часом до Полтавської губернії.
У 1862 році у селі володарському та козачому Білошапки була церква та 135 дворів де жило 1067 осіб
У 1911 році у селі Білошапки була Георгіївська церква, земська та церковно-парафіївська школи та жило 1759 осіб
У 1889 році в селі було уже 136 дворів селян казенних, 26 дворів селян-власників, 64 двори козаків, 8 дворів міщан та ін. всього 343 хати з 1308 жителями. Діяла дерев'яна церква, лікарня, шинок, вітряк. У 1910 Білошапки мали 297 господарств і 1769 жителів, діяло земське початкове училище, жіноча церковно-парафіяльна школа.
З 1917 — у складі УНР. Комуністичний режим встановлено 1921.У 1923—1930 роках тут виник центр сільради. У 1925 році було 450 дворів з 2142 жителями, а у 1930 році — 488 дворів з 2218 жителями. З 1929 комуністи вдалися до систематичного терору проти незалежних господарників, здійснювали незаконні конфіскації, які називали «розкуркуленням». 1930 році в Білошапках організована артіль ім. Леніна, від якої у 1933 році була відокремлена бригада і з неї утворено артіль «Друга п'ятирічка». Пізніше, у 1934 відокремлено ще одну бригаду й створено артілі ім. Будьонного та ім. Сталіна. У 1950 році усі ці артілі були об'єднані в одну — «Сталінський шлях», перейменовану у 1961 році в артіль «Дружба». З 1961 року в селі діє середня школа. Навчалося 295 учнів (29 працівників). 1970 в колгоспі «Дружба» налічувалося 16 автомашин, 24 трактори, 7 комбайнів, а також великої рогатої худоби 274 голів, свиней 1571 голів, овець 398 голів. У 1971 році село мало 370 дворів з 977 жителями. Відповідно у 1990 році в колгоспі було 40 автомашин, 36 тракторів, 12 комбайнів, а також великої рогатої худоби — 2601, свиней — 6704, коней — 60, овець — 365. З 1996 в Білошапках містився центр садиби пайгоспу «Дружба», до якого входили відділення в с. Запереводському та селищі Козин.
У 1932—1933 роках вони штучний голодомор, відняв життя більше ніж половини жителів, переважно старших людей та дітей. У 1930 році село налічувало 2218 жителів, а після голодомору протягом трьох десятиліть лишилось 1000 душ.
Білошапківській сільській раді підпорядковувалося колишнє село Одрада.
До 2020 року орган місцевого самоврядування — Білошапківська сільська рада, якій були підпорядковані село Запереводське, селище Козин.

## Політика

### Парламентські вибори, 2019
На позачергових парламентських виборах 2019 року у селі функціонувала окрема виборча дільниця № 740582, розташована у приміщенні будинку культури.
Результати
- зареєстровано 311 виборців, явка 71,38%, найбільше голосів віддано за Всеукраїнське об'єднання «Батьківщина» — 31,05%, за «Слугу народу» — 29,68%, за Радикальну партію Олега Ляшка — 16,89%[9]. В одномандатному окрузі найбільше голосів отримав Сергій Коровченко (самовисування) — 38,36%, за Бориса Приходька (самовисування) — 30,59%, за Дмитра Пахомова (Слуга народу) — 7,31%[10].

## Населення
Згідно з переписом УРСР 1989 року чисельність наявного населення села становила 724 особи, з яких 315 чоловіків та 409 жінок.
За переписом населення України 2001 року в селі мешкало 597 осіб.

### Мова
Розподіл населення за рідною мовою за даними перепису 2001 року:
| Мова       | Відсоток |
| ---------- | -------- |
| українська | 97,82 %  |
| російська  | 1,17 %   |
| молдовська | 1,01 %   |

## Пам'ятки
- Братська могила радянських воїнів[d], які загинули при обороні і звільненні села і пам’ятний знак воїнам-односельчанам, які загинули в 1941-1945рр.;

## Видатні уродженці
- Сливинський Олександр Володимирович — член Української Центральної Ради, начальник Українського Генерального Військового Штабу.

## Виноски
1. ↑  ВРУ
2. ↑  Карта Малороссийской губернии из атласа Вильбрехта. www.etomesto.ru. Архів оригіналу за 25 січня 2022. Процитовано 25 січня 2022.
3. 1 2  Зведений каталог метричних книг, клірових відомостей та сповідних розписів (укр.). Центральний державний історичний архів України, м. Київ (ЦДІАК України). Архів оригіналу за 14 січня 2022. Процитовано 14 січня 2022.
4. ↑  ИнфоРост, Н. П. ГПИБ | [Вып.] 33 : Полтавская губерния. - 1862. elib.shpl.ru. Архів оригіналу за 15 січня 2021. Процитовано 1 січня 2022.
5. ↑  Зведений каталог метричних книг що зберігаються в державних архівах України  т.10, кн..1, ст. 90, 517 (PDF) (укр.). Український науково-дослідницкий інститут архівної справи та документознавства. Архів оригіналу (PDF) за 21 січня 2022. Процитовано 14 січня 2022.
6. ↑  Белошапки | Историко-генеалогическая база данных Украины Бекет | История. Краеведение. Туризм. Генеалогия. Археология. Архів оригіналу за 14 січня 2022. Процитовано 14 січня 2022.
7. ↑  Полтавский губерский статистический комитет. (1911). Список населенных мест Полтавской губернии, с кратким географическим очерком губернии (рос.). Полтава: Электроная типография Д.Н. Подземского Петровская улица собственый дом, 1912. с. 263 з 562.
8. ↑  http://shron1.chtyvo.org.ua/Shkoropad_Dmytro/Pryluchchyna_Entsyklopedychnyi_dovidnyk.pdf%7CПрилуччина%5Bнедоступне+посилання+з+червня+2019%5D енциклопедичний довідник
9. ↑  Підсумки голосування на виборчих дільницях у загальнодержавному виборчому окрузі в межах ОВО № 210, Чернігівська область. Позачергові вибори народних депутатів України 2019 року.
10. ↑  Відомості про підрахунок голосів виборців на виборчих дільницях одномандатного виборчого округу № 210, Чернігівська область. Позачергові вибори народних депутатів України 2019 року.
11. ↑  Кількість наявного та постійного населення по кожному сільському населеному пункту, Чернігівська область (осіб) - Регіон, Рік, Категорія населення, Стать (1989(12.01)). database.ukrcensus.gov.ua. Банк даних Державної служби статистики України.
12. ↑  Кількість наявного населення по кожному сільському населеному пункту, Чернігівська область (осіб) - Регіон, Рік (2001(05.12)). database.ukrcensus.gov.ua. Банк даних Державної служби статистики України.
13. ↑  Розподіл населення за рідною мовою, Чернігівська область (у % до загальної чисельності населення) - Регіон, Рік, Вказали у якості рідної мову (2001(05.12)). database.ukrcensus.gov.ua. Банк даних Державної служби статистики України.